# Simple API for XML
In de software-ontwikkeling is SAX een API voor het parsen van XML. De naam komt van Simple API for XML. De huidige hoofdversie SAX 2.0 werd in 2000 door David Megginson uitgebracht en is publiek domein. Een populair alternatief is de DOM API.
Een parser die SAX implementeert (een SAX-parser) behandelt de XML-informatie als een enkele sequentiële gegevensstroom. Deze gegevensstroom wordt in één richting afgehandeld, eerder gelezen data kunnen dus niet opnieuw gelezen worden zonder het geheel opnieuw te parsen. Een SAX-parser werkt volgens een event-gestuurd model, waarin de programmeur callback-methoden implementeert die door de parser worden aangeroepen wanneer die het XML-document doorloopt.
Het SAX-mechanisme wordt door velen als sneller dan een verwerking met behulp van DOM gezien. Dit schrijft men toe aan het feit dat SAX toestandsloos is, en dus slechts weinig geheugenruimte vereist in vergelijking met de volledig opgebouwde gegevensboom in het DOM-model. SAX is dan ook goed bruikbaar voor de verwerking van grote gegevenshoeveelheden.
SAX werd ontwikkeld door samenwerken van leden van de xml-dev mailing list, zonder enige formele organisatiestructuur, maar werd al snel geïmplementeerd door belangrijke bedrijven die met XML werkten. De oorspronkelijke hoofdontwikkelaar was David Megginson. De API is onafhankelijk van enige specifieke programmeertaal gedefinieerd, en kan in verschillende talen geïmplementeerd worden. Op de officiële homepagina wordt becommentarieerde Java-code als referentie gebruikt.